# القدس الشريف (جريدة)

جريدة القدس الشريف

القدس الشريف هي جريدة فلسطينية بدأت تصدر في القدس سنة 1920 مرتبن في الأسبوع.
صدر العدد الأول من الصحيفة في 13 نيسان 1920. وكان حسن صدقي الدجاني صاحب الجريدة ومديرها المسؤول. كانت تصف الصحيفة نفسها بأنها «جريدة عربية سياسية حرة تصدر مرتين في الأسبوع». وقد أعلنت منذ البداية مجاهرتها بمعارضة الهجرة اليهودية إلى فلسطين.
كانت تصدر صحيفة أخرى تحمل نفس الاسم تتميز بكونها أول صحيفة تصدر باللغتين العربية والعثمانية في سنة 1876 (قدسى شريف/القدس الشريف) سرعان ما أغلقت، وظهرت مجدّدًا في سنة 1903 بصورة أسبوعية بوصفها صحيفة وحيدة تقريبًا في البلاد، ووقف الشيخ علي الريماوي على تحرير القسم العربي فيها بينما ترأس عبد السلام كمال هيئة تحرير القسم التركي.